# Хаффинс, Крис
Кри́стофер А́ллен «Крис» Ха́ффинс (англ. Christopher Allen "Chris" Huffins; род. 15 апреля 1970 или 19 апреля 1970, Бруклин, Нью-Йорк) — американский легкоатлет, специалист по десятиборью. Выступал за национальную сборную США по лёгкой атлетике в период 1995—2000 годов, бронзовый призёр летних Олимпийских игр в Сиднее, обладатель бронзовой медали чемпионата мира, серебряный призёр Игр доброй воли, чемпион Панамериканских игр, двукратный победитель национального первенства. Также известен как тренер по лёгкой атлетике.

## Биография
Крис Хаффинс родился 15 апреля 1970 года в Бруклине, Нью-Йорк.
В юные годы играл в баскетбол, занимался бегом на короткие дистанции и прыжками в длину. Десятиборьем увлёкся во время учёбы в Калифорнийском университете в Беркли, присоединившись к местной легкоатлетической команде «Калифорния Голден Беарс». Прекратив тренировочный процесс в связи с переломом пальца ноги, наблюдал за студентами-десятиборцами и решил, что эта дисциплина ему подойдёт.
Участвовал в национальных отборочных соревнованиях перед летними Олимпийскими играми 1992 года в Барселоне, однако занял лишь 16 место.
В 1993 году в десятиборье выиграл конференцию Pacific-10 и чемпионат Национальной ассоциации студенческого спорта, был девятым на чемпионате США по лёгкой атлетике.
В 1995 году выиграл серебряную медаль на чемпионате США и, попав в основной состав американской национальной сборной, выступил на чемпионате мира в Гётеборге, где стал восьмым.
Благодаря череде удачных выступлений удостоился права защищать честь страны на домашних Олимпийских играх 1996 года в Атланте. В программе десятиборья закрыл десятку сильнейших.
После атлантской Олимпиады Хаффинс остался в составе легкоатлетической команды США на ещё один олимпийский цикл и продолжил принимать участие в крупнейших международных соревнованиях. Так, в 1998 году он впервые стал чемпионом США по десятиборью и выиграл серебряную медаль на Играх доброй воли в Нью-Йорке — лучше здесь выступил лишь его соотечественник Дэн О’Брайен. На соревнованиях в Новом Орлеане установил свой личный рекорд, набрав в сумме 8694 очков.
В 1999 году вновь был лучшим в зачёте американского национального первенства, одержал победу на Панамериканских играх в Виннипеге и побывал на мировом первенстве в Севилье, откуда привёз награду бронзового достоинства — в десятиборье уступил только чеху Томашу Дворжаку и британцу Дину Мейси.
Находясь в числе лидеров американской национальной сборной, благополучно прошёл отбор на Олимпийские игры 2000 года в Сиднее. На сей раз взял в десятиборье бронзу, пропустив вперёд эстонца Эрки Ноола и чеха Романа Шебрле.
В ходе своей спортивной карьеры Хаффинс получил репутацию спортсмена, который хорошо начинает соревнования, но плохо финиширует — в первый день он часто вырывался вперёд, а затем постепенно терял позиции. Сам он отмечал, что эта особенность его выступлений связана с порядком следования дисциплин десятиборья — хуже всего ему давались метание копья и бег на 1500 метров, две дисциплины, идущие во второй день и завершающие соревновательную программу.
Впоследствии Крис Хаффинс проявил себя на тренерском поприще. Сначала исполнял обязанности помощника тренера в легкоатлетических командах Университета Уэйк-Форест и Технологического института Джорджии. Затем вернулся в свою альма-матер Калифорнийский университет в Беркли, где в 2002—2007 годах возглавлял программы подготовки студентов по лёгкой атлетике и кросс-кантри. Под его руководством 14 студентов получили статус всеамериканских спортсменов, установив 12 рекордов вуза, из них пятеро выступили на Олимпийских играх в Афинах. В 2005 году двое подопечных Хаффинса входили в десятку лучших легкоатлетов США.
Покинув Беркли в 2007 году, позже тренировал легкоатлетов в Университете штата Айдахо в Бойсе, Университете Восточного Мичигана, Оклахомском университете, Клемсонском университете, Университете Пердью.